# Olga Txékhova
Olga Konstantínovna Knipper (rus: Ольга Константиновна Чехова) va nàixer el 14 d'abril de 1897 (tot i que algunes fonts parlen del 13 o 26 d'abril) a Aleksandrópol, avui Gyumri (Armènia), i va morir a Múnic, el 9 de març de 1980. Va ser una actriu russa d'origen alemany que va tenir gran popularitat entre 1920-1945, especialment en el cinema mut i les pel·lícules de la UFA. Entre els personatges que va interpretar, s'hi troba el de la protagonista femenina de la pel·lícula d'Alfred Hitchcock: Mary (1931).

## Biografia
Nascuda Olga Knipper, era filla de l'enginyer ferroviari Konstantin Knipper, germana del compositor Lev Knipper i neboda i homònima de l'actriu Olga Knipper-Tchekhova (esposa d'Anton Txékhov), luterans d'origen ètnic alemany. Va estudiar a Tsárskoye Seló però, després de veure a Eleonora Duse, va iniciar estudi d'interpretació al Teatre d'Art de Moscou. Allà va conèixer el reconegut actor Mikhaïl Txékhov, (nebot d'Anton Txékhov) el 1915 i es va casar amb ell el mateix any, prenent el seu cognom com a propi. La seva filla, l'actriu Ada Txékhova, va néixer el 1916 (i va morir el 1966 en un accident aeri).
Dos anys després de la Revolució d'Octubre, Txékhova es va divorciar del seu marit però va conservar el seu cognom. Va poder aconseguir un passaport del govern soviètic, possiblement a canvi de cooperació, la qual cosa li va permetre abandonar Rússia. Va ser acompanyada per un agent soviètic amb tren fins a Viena i posteriorment es va traslladar a Berlín el 1920. El seu primer paper va ser en la pel·lícula muda de Friedrich Wilhelm Murnau El Castell Encantat (1921). Va actuar en les produccions de la UFA de Max Reinhardt, el mateix estudi on Fritz Lang va dirigir Metròpoli (1927). Va realitzar una reeixida transició del cinema mut al sonor. En els anys 30 es va convertir en una de les estrelles més brillants del Tercer Reich sent admirada pel mateix Adolf Hitler. Una foto publicada on se la veu asseguda al costat de Hitler en una recepció va donar als líders de la intel·ligència soviètica la impressió de que tenien una estreta relació.

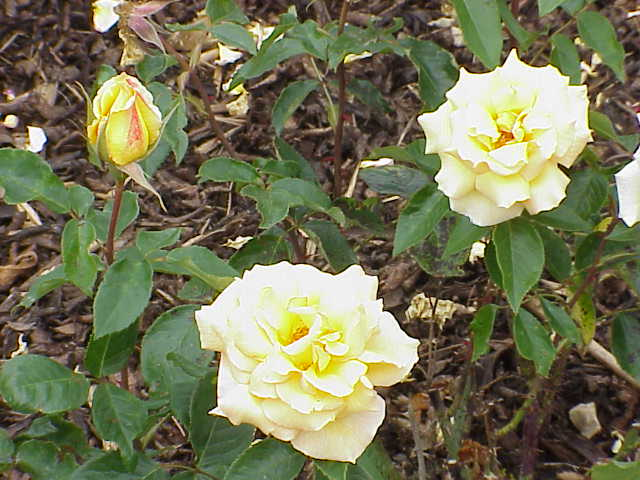
Rosa «Olga Tchekhova» (Cocker, 1977)

De fet, tenia una relació més propera amb el Ministre de Propaganda, Joseph Goebbels, qui es va referir a ella en els seus diaris com "eine charmante Frau" ("una dama encantadora"). Els arxius soviètics revelen que en realitat era una espia comunista.
En Hotel Berlín 1933, de l'argentí Pablo Sodor, es mostra a Tchekhova molt relacionada amb Carl-Heinrich von Stülpnagel, el coronel nazi que el 1944 va participar de l'atemptat contra Hitler.

## Últims anys
Després de la Segona Guerra Mundial la seva carrera com a actriu va ser menys reeixida i en la seva única pel·lícula feta a Hollywood no va aconseguir popularitat, principalment perquè el seu accent era molt fort. Després de la guerra va viure en el sector soviètic de Berlín, però el 1949 va aconseguir mudar-se a Múnic, Baviera, i va llançar una companyia de cosmètics.
Al mateix temps va continuar actuant fent papers secundaris i cameos en més de 20 pel·lícules.
Va abandonar la seva activitat com a actriu el 1974, publicant un llibre de memòries. La seva correspondència amb Olga Knipper i Alla Tarásova va ser publicada pòstumament.

## Agent soviètica
Els arxius del KGB, parcialment publicats en els anys 90, mostren que Txékhova va ser una agent soviètica “dorment” reclutada en els anys 20, i que va estar connectada amb el seu germà Lev Knipper, un actiu agent de la Policia Secreta Soviètica OGPU - NKVD . Es creu que una de les seves funcions va ser ajudar al seu germà en el complot per assassinar Hitler. El 1945 després que Berlín fos presa per l'Exèrcit Roig, Txékhova va ser detinguda per agents soviètics i portada a Moscou algunes setmanes per a ser interrogada. Va tornar a Berlin al juny de 1945 i es va mudar a una nova casa que va ser mantinguda i custodiada pels soviètics durant diversos anys.

## Publicacions en alemany
- Olga Tschechowa, C. C. Bergius: Ich verschweige nichts! Autobiografie. Zimmer & Herzog, Berchtesgaden 1952.[2]
- Olga Tschechowa: Meine Uhren gehen anders. Herbig, München/Berlin 1973, [[Especial:Fonts bibliogràfiques/3776606320|ISBN 3-7766-0632-0.]]
- Renata Helker: Die Tschechows. Wege in die Moderne. Hrsg. v. Deutsches Theatermuseum München. Henschel, Berlin 2005. ISBN 3-89487-502-X
- Antony Beevor: Die Akte Olga Tschechowa. Das Geheimnis von Hitlers Lieblingsschauspielerin. 1. Auflage. Bertelsmann, München 2004. ISBN 3-570-00826-6
- Renata Helker: "Schön. Und von besonderer Kultur." Olga Tschechowa in Schloss Vogelöd. In: Michael Omasta, Brigitte Mayr, Christian Cargnelli (Hrsg.): Carl Mayer, Scenar[t]ist. Ein Script von ihm war schon ein Film - "A script by Carl Mayer was already a film". Synema, Wien 2003. ISBN 3-901644-10-5
- Beevor, Antony (2004) The Mystery of Olga Chekhova: was Hitler's favorite actress a Russian spy? ISBN 0-670-03340-5